# Voluntad de hierro
Voluntad de hierro (título original: Iron Will) es una película estadounidense de aventura y familiar de 1994, dirigida por Charles Haid, escrita por John Michael Hayes, Djordje Milicevic y Jeff Arch, los protagonistas son Mackenzie Astin, Kevin Spacey y David Ogden Stiers, entre otros. El filme fue producido por Walt Disney Pictures y se estrenó el 14 de enero de 1994.

## Sinopsis
Este largometraje trata acerca de un intrépido joven, adulto ya, que comienza junto a su valeroso equipo de canes de trineo una complicada maratón.